# Carmine Persico
Carmine John Persico Jr. (pronunciación en italiano: /ˈkarmine ˈpɛrsiko/; 8 de agosto de 1933 - 7 de marzo de 2019), también conocido como "Junior", "La Serpiente" e "Inmortal", fue un mafioso estadounidense y, durante mucho tiempo, jefe de la familia criminal Colombo en la ciudad de Nueva York desde 1973 hasta su muerte en 2019. Estuvo cumpliendo 32 años de condena en una prisión federal desde 1987 hasta su muerte el 7 de marzo de 2019.

## Juventud y delitos

### Antecedentes
Carmine Persico nació en Brooklyn, Nueva York, hijo de Carmine John Persico padre y Assunta "Susan" Plantamura. Su padre era taquígrafo legal para varios bufetes de Manhattan. Sus hermanos Theodore Persico y Alphonse "Allie Boy" Persico (fallecido en 1989) también llegaron a ser caporegimes en la familia criminal Colombo. Su hijo, llamado Alphonse en honor al tío del niño y conocido comúnmente como "Little Allie Boy", acabó convirtiéndose también en capo. Era tío de Theodore Persico Jr. La familia vivía en los barrios de Carroll Gardens y Red Hook de Brooklyn.
Persico abandonó el instituto a los 16 años. Para entonces ya era líder de los Garfield Boys, una banda callejera de Brooklyn. Sin embargo, una fuente contemporánea dice que en 1950 había pertenecido en realidad a los South Brooklyn Boys, una banda sucesora de los Garfield Boys. En marzo de 1951, Persico, de 17 años, fue detenido acusado de golpear mortalmente a otro joven en Prospect Park de Brooklyn. Sin embargo, todos los cargos fueron finalmente retirados. A principios de la década de 1950, Persico fue reclutado por la familia del crimen Profaci, precursora de la familia Colombo, por el capo Frank Abbatemarco. Al principio, Persico se dedicó a apuntar apuestas y a la usura, y luego se dedicó a los robos con allanamiento de morada y a los secuestros de camiones. Durante esta década fue detenido más de 12 veces, pero sólo pasó unos días en la cárcel. También empezó a trabajar con Joe Gallo y sus hermanos, Albert y Lawrence.

### Asesinato de Anastasia
En 1957, Persico supuestamente participó en el asesinato de Albert Anastasia, el antiguo líder de Murder, Inc. y el jefe de lo que entonces era la Familia Anastasia. El subjefe de Anastasia Carlo Gambino quería el control de la familia y conspiró con sus aliados, el jefe de la familia Genovese Vito Genovese y el jefe Joe Profaci, para matar a Anastasia. Profaci supuestamente encargó el trabajo a Persico y a los hermanos Gallo.
El 25 de octubre de 1957, Anastasia entró en la barbería del Park Sheraton Hotel de Midtown Manhattan. Mientras se relajaba en la silla de barbero, dos hombres -que llevaban la cara cubierta con un pañuelo- entraron corriendo, empujaron al barbero y dispararon contra Anastasia. Tras la primera ráfaga de balas, Anastasia se abalanzó sobre sus asesinos. Sin embargo, el aturdido Anastasia había atacado en realidad los reflejos de los pistoleros en el espejo de la pared de la barbería. Los pistoleros siguieron disparando y finalmente mataron a Anastasia. Nunca se acusó a nadie del asesinato de Anastasia, y existe la teoría alternativa de que pistoleros de la familia criminal Patriarca de Nueva Inglaterra perpetraron el golpe.

## Los regímenes de Profaci y Magliocco

### La facción Gallo
A finales de la década de 1950, Persico y los Gallo estaban cada vez más descontentos con el liderazgo de Profaci. Profaci exigía el pago de elevados tributos a los miembros de la familia y era considerado un autócrata adinerado. La Primera guerra de los Colombo comenzó el 4 de noviembre de 1959, cuando los pistoleros de Profaci asesinaron a Abbatemarco en una calle de Brooklyn. Abbatemarco había dejado de pagar tributo a Profaci a principios de ese año con el apoyo de la facción de Gallo. Se especula que Carlo Gambino y el jefe de la Familia Lucchese Tommy Lucchese estaban animando a los Gallo a desafiar a Profaci, su enemigo. Cuando Profaci arrebató a los Gallos los lucrativos garitos de Abbatemarco, comenzó la guerra.
El 27 de febrero de 1961, los Gallo, dirigidos por Joe Gallo, secuestraron a cuatro de los principales hombres de Profaci: el subjefe Joseph Magliocco, Frank Profaci (hermano de Joe Profaci), el capo Salvatore Musacchia y el soldado John Scimone. El propio Profaci eludió la captura y huyó a Florida. Mientras retenían a los rehenes, Larry y Albert Gallo enviaron a Joe Gallo a California. El consigliere de Profaci, Charles "the Sidge" LoCicero, negoció con los Gallo y todos los rehenes fueron liberados pacíficamente.

### Cambio de bando
Sin embargo, Profaci no tenía intención de cumplir este acuerdo de paz. El 20 de agosto de 1961 Joseph Profaci ordenó el asesinato de los miembros de Gallo Joseph "Joe Jelly" Gioielli y Larry Gallo. Al parecer, unos pistoleros asesinaron a Gioielli tras invitarle a pescar en alta mar. Gallo sobrevivió a un intento de estrangulamiento en el club Sahara de East Flatbush por parte de Persico y Salvatore "Sally" D'Ambrosio después de que interviniera un agente de policía. Los Gallo empezaron entonces a llamar a Persico "La Serpiente" pues les había traicionado, la guerra continuó con el resultado de nueve asesinatos y tres desapariciones. Persico fue acusado ese mismo año por el intento de asesinato de Gallo, pero los cargos fueron retirados cuando Gallo se negó a declarar.
El 6 de junio de 1962, Profaci murió de cáncer y Magliocco se convirtió en el nuevo jefe de la familia. Sin embargo, la guerra con la facción de Gallo continuó. A principios de 1963, Persico sobrevivió a un atentado con coche bomba y su ejecutor Hugh McIntosh recibió un disparo en la ingle cuando intentaba matar a Larry Gallo. El 19 de mayo de 1963, pistoleros de Gallo tendieron una emboscada a Persico en la sección Gowanus de Brooklyn. Un camión se detuvo junto al coche de Persico y dos hombres le dispararon en la cara, la mano y el hombro. Al parecer, Persico escupió la bala que le había entrado en la cara. Poco después de sobrevivir al ataque, Persico fue encarcelado por extorsión. En el otoño de 1963, con Joey Gallo también encarcelado, la guerra a tiros había terminado con Magliocco como vencedor.
A finales de 1963, tras un intento fallido de hacerse con el control de la Comisión, Magliocco se vio obligado a retirarse. Fue sustituido por Colombo, que había alertado a la Comisión del complot de Magliocco. La familia criminal Profaci era ahora la familia criminal Colombo. A su vez, Colombo recompensó al encarcelado Persico nombrándole capo.

## Régimen de Colombo

### Tripulación rentable
Tras ser ascendido a capo, Persico estaba constantemente en las calles. Se dedicaba al chantaje laboral, la extorsión, la usura, el secuestro, el juego ilegal y, sobre todo, el sicariato. A finales de la década de 1960, la banda de Persico era una de las más rentables de la familia Colombo. En 1968, Persico fue condenado por cargos federales de secuestro tras cinco juicios distintos que se remontaban a 1960. El 27 de enero de 1972, fue finalmente enviado a prisión por estos cargos, donde pasaría ocho años. El juicio destacó por la única aparición del antiguo mafioso Joseph Valachi como testigo de cargo.

### Tiroteos de Colombo y Gallo
En febrero de 1971, Joey Gallo fue puesto en libertad. El 28 de junio, Colombo fue tiroteado y gravemente herido en la segunda concentración anual de la Liga Italoestadounidense por los Derechos Civiles en Manhattan. El tirador, un ex convicto negro llamado Jerome Johnson, fue inmediatamente abatido a tiros por los guardaespaldas de Colombo. Colombo sobrevivió en estado paralítico hasta su muerte el 22 de mayo de 1978. La policía llegó a la conclusión de que Johnson fue el único autor de los disparos. Tanto las fuerzas del orden como la Mafia asumieron que Gallo había organizado el golpe; había establecido vínculos con gángsters negros mientras estaba en prisión y, tras su puesta en libertad, amenazó con iniciar otra Guerra de pandillas a menos que recibiera una indemnización de 100.000 dólares.
El 11 de noviembre de 1971, Persico fue juzgado en un tribunal estatal por 37 cargos de extorsión, usura, coacción y conspiración, todos ellos derivados de una operación de usura en una peletería de Manhattan. El 8 de diciembre un jurado le absolvió de todos los cargos. Los 12 testigos de la acusación dijeron que no podían identificar a Persico.
Tras el tiroteo de Colombo, el subjefe Joseph Yacovelli asumió el papel de jefe en funciones. En busca de venganza, Albert Gallo envió a un pistolero de Las Vegas al restaurante Neapolitan Noodle de Manhattan, donde Yacovelli, Alphonse Persico y Gennaro Langella cenaban un día. Sin embargo, el pistolero no reconoció a los mafiosos y disparó a cuatro comensales inocentes en su lugar, matando a dos de ellos. Tras este intento de asesinato, Yacovelli huyó de Nueva York, dejando a Persico como nuevo jefe, con el propio Perisco coordinando la supresión de los Gallos. El 7 de abril de 1972, Joey Gallo fue asesinado a tiros por pistoleros de Persico mientras celebraba su cumpleaños en Umberto's Clam House en Little Italy.

## Régimen de Persico

### Prisión

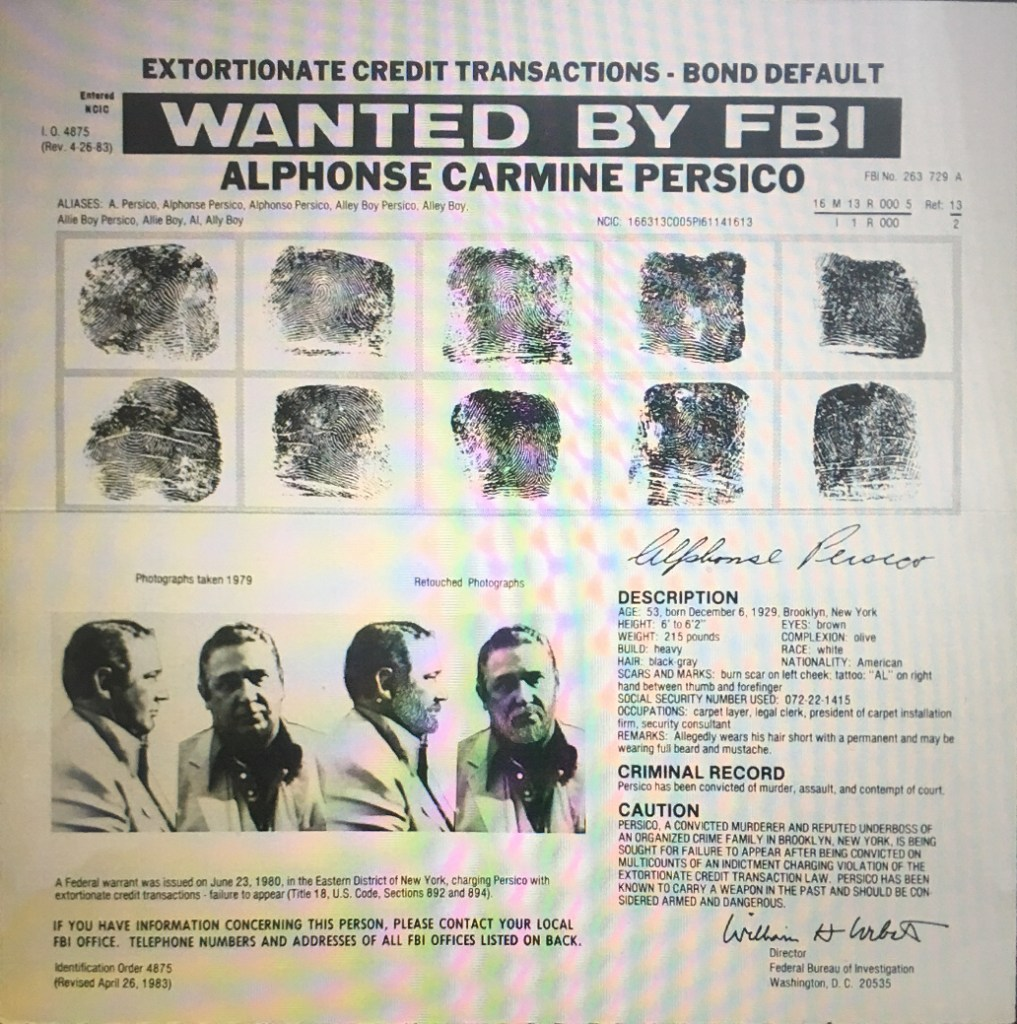
Poster de buscado por el FBI del hermano de Carmine, Alphonse Persico, que fue publicado el 26 de abril de 1983

En 1973, Persico fue encarcelado por cargos de secuestro y usura, y condenado a ocho años de prisión. Su encarcelamiento coincidió con la liberación de su hermano Alphonse de 17 años de prisión. Persico designó a Alphonse como jefe en funciones con el apoyo como subjefe de Gennaro Langella y el otro hermano de Carmine, Theodore. Langella supervisó varios chanchullos laborales de la familia, incluida su participación en el "Concrete Club", y ejerció control sobre varios sindicatos, incluido el Consejo de Distrito de los Trabajadores del Cemento y el Hormigón, Local 6A. En 1979, Persico salió de la prisión federal.
El 11 de agosto de 1981, Persico se declaró culpable de un cargo de conspiración por intentar sobornar a un agente del IRS entre 1977 y 1978 mientras se encontraba bajo custodia federal. Las pruebas incluían una grabación en la que Persico ofrecía al agente 250.000 dólares a cambio de conseguirle una salida anticipada de la cárcel. El 9 de noviembre de 1981, Persico fue condenado a cinco años de prisión federal.

### Fugitivo federal

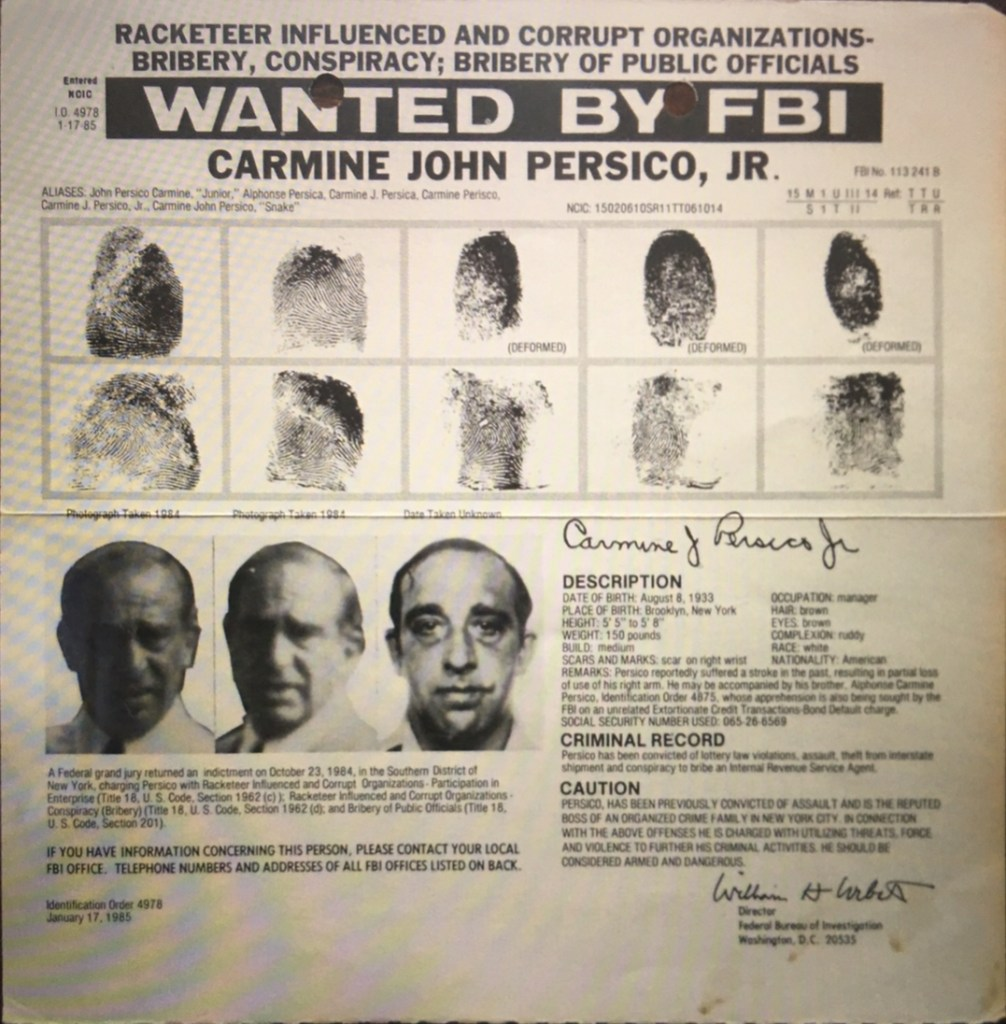
Poster de buscado por el FBI de Carmine John Persico, Jr. publicado el 17 de enero de 1985

El 14 de octubre de 1984, Persico y el resto de los líderes de la familia Colombo fueron acusados de múltiples cargos de crimen organizado como parte del "Juicio Colombo". Tras la publicación de la acusación, Persico pasó a la clandestinidad. El 26 de octubre, el FBI inició una campaña nacional en busca de Persico, y pronto lo incluyeron como el fugitivo número 390 en su lista de los Diez más buscados.
Persico se escondió en casa de su primo, el socio de la mafia Fred DeChristopher, en Hempstead, Nueva York. Sin que Persico lo supiera, DeChristopher había estado transmitiendo información al FBI durante los dos años anteriores tras verse atrapado en una operación encubierta, y ya había informado al FBI del paradero de Persico. El FBI inventó la falsa "caza del hombre" para proteger a DeChristopher, que más tarde prestaría un testimonio condenatorio contra Persico como testigo clave de la acusación. Persico fue arrestado el 15 de febrero de 1985.
El 1 de julio, Persico se declaró inocente junto con otros 11 líderes de la mafia de Nueva York, tras una acusación previa por un segundo conjunto de cargos de crimen organizado como parte del Juicio de la Comisión de la Mafia. Los fiscales pretendían golpear a todas las familias criminales a la vez utilizando su implicación en la comisión. Según el sicario Colombo e informante del FBI Gregory Scarpa, Persico y el jefe de los Gambino John Gotti respaldaron un plan para matar al fiscal jefe, y futuro Alcalde de Nueva York, Rudy Giuliani a finales de 1986, pero fue rechazado por el resto de la comisión.

### Cadena perpetua

#### Juicios de Colombo y de la Comisión
Al comienzo del juicio de la comisión, Persico decidió ser su propio abogado. Creía que su historial de condenas le daba experiencia suficiente para defenderse a sí mismo. Sus coacusados discreparon vehementemente de esta decisión, y el juez advirtió a Persico de que estaría renunciando a la "incompetencia del letrado" como motivo de apelación. Persico recibió asesoramiento de abogados que le ayudaron a orientarse cuando los fiscales le interrogaron. Intentó proyectar una imagen amistosa ante el jurado y les instó a dejar de lado cualquier idea preconcebida sobre "la Mafia" o "Cosa Nostra". Muchos creen que Persico saboteó inadvertidamente su propia defensa al reconocer actividades delictivas durante sus contrainterrogatorios a los testigos de la acusación.
El 14 de junio de 1986, Persico fue condenado por asociación ilícita en el juicio Colombo. El 17 de noviembre fue condenado a 39 años de prisión. El juez que dictó la sentencia, John F. Keenan, elogió no obstante la actuación de Persico como su propio abogado en el juicio de la comisión y dijo: "Señor Persico, es usted una tragedia. Es usted una de las personas más inteligentes que he visto en mi vida" El 19 de noviembre, Persico y los demás acusados del juicio de la comisión fueron declarados culpables de todos los cargos. El 13 de enero de 1987, Keenan condenó a Persico a 100 años de prisión, que se cumplirían consecutivamente con su condena de 39 años en el juicio Colombo, a una multa de 240.000 dólares y sin opción a libertad condicional.
El escritor especializado en crimen organizado de The New York Times Selwyn Raab pensaba que los Colombo fueron los más perjudicados por el juicio, a pesar de que la mayoría de los principales líderes de las familias mafiosas de Nueva York fueron enviados a prisión, y los Lucchese perdieron a toda su jerarquía. En su libro Five Families, Raab señaló que Persico sólo tenía 53 años en el momento del juicio de la comisión, lo que le convertía, con diferencia, en el jefe más joven de Nueva York. Sin embargo, Raab señaló que Persico ya había dirigido la familia durante 14 años y estaba "en la cima de sus capacidades". En su opinión, Persico podría haber tenido un largo reinado por delante si no hubiera sido apartado de las calles. En comparación, los otros jefes tenían más de 70 años y probablemente habrían pasado las riendas a hombres de la generación de Persico incluso sin la intervención del juicio. Persico fue enviado a la Penitenciaría de los Estados Unidos cerca de Marion, Illinois, para cumplir su condena combinada de 139 años.
En 2017, Persico se encontraba en el Complejo Correccional Federal de mediana seguridad en Butner, Carolina del Norte. El centro dispone de instalaciones médicas para reclusos de edad avanzada. Los informes de prensa indicaban que se había hecho amigo del estafador convicto Bernie Madoff.

#### Venganza
En junio de 1987, Persico ordenó al jefe en funciones Joel Cacace que matara al abogado William Aronwald, un fiscal retirado que supuestamente había faltado al respeto a la Mafia. Cacace delegó el trabajo en dos sicarios que mataron por error al padre de Aronwald, George. Ante la indignación de las demás familias neoyorquinas, Cacace reclutó a otros dos pistoleros para matar al primer equipo de asesinos. Después de esos asesinatos se llevaron a cabo, Cacace mató a la segunda serie de pistoleros. En 2004, Cacace se declararía culpable del asesinato Aronwald. No se presentaron cargos contra Persico.

#### Rivalidad en Brooklyn
Persico se dio cuenta de que probablemente moriría en prisión y, por tanto, nunca podría retomar el control activo de la familia. Sin embargo, estaba decidido a asegurarse de que su parte de los chanchullos de los Colombo siguiera llegando a sus parientes. Con ese fin, poco después de ser condenado, nombró a su hermano, Allie Boy, jefe en funciones. Sin embargo, Allie Boy no reinó mucho tiempo; fue arrestado por usura y evitó la fianza. Persico nombró entonces un panel de tres hombres para dirigir la familia. En 1988, disolvió el panel y nombró a Victor "Little Vic" Orena, un leal capo de Brooklyn, jefe interino. Aunque concedió a Orena el poder de admitir miembros y ordenar asesinatos bajo su propia autoridad -algo inusual en un jefe en funciones-, Persico dejó claro que Orena no era más que un sustituto hasta que el hijo de Persico, Little Allie Boy, saliera de la cárcel. De hecho, Persico eligió a Orena en parte porque era el capo de la antigua banda de Little Allie Boy. Sabiendo que Little Allie Boy tendría 40 años cuando saliera en libertad condicional, Perisco quería asegurarse de que su hijo pudiera heredar las riquezas de la familia en cuanto saliera en libertad.
En 1990, el gobierno trasladó a Persico a lo que entonces era la Penitenciaría de Estados Unidos en Lompoc, California. Allí creó un Club Cultural Italiano para los reclusos. Se relacionó con gente como el consigliere de la familia Patriarca Joseph Russo y Lucchese family asociado Anthony Senter. Persico formó los "Lompoc Four", una banda en la que Russo tocaba la guitarra y Persico la batería.
En 1991, Orena se había disgustado con el esquema de liderazgo vigente y estaba cansado del flujo constante de órdenes que recibía de Persico en prisión. También empezó a resentirse por tener que entregar la familia a Little Allie Boy. Gotti alentó la rebelión de Orena, ya que él y Persico habían sido enemigos durante mucho tiempo, y llegó a calificar a Persico de "rata", la peor acusación posible para una figura de la Cosa Nostra.
En la primavera de 1991, Orena intentó convertirse en jefe por derecho propio. Pidió al consigliere Carmine Sessa que hiciera una encuesta discreta entre todos los capos de Colombo para saber a quién querían como jefe. Orena creía que si tenía suficiente apoyo de los capos, reforzaría su argumento de que la Comisión debía reconocer a Orena, y no a Persico, como el legítimo líder de la familia. Sin embargo, Sessa informó a Persico del complot de Orena. Entonces, Persico ordenó supuestamente a Sessa que dirigiera un equipo para matar a Orena. El 20 de junio, Sessa llevó un equipo de cinco hombres y aparcó en la calle, cerca de la residencia de Orena en Long Island, esperando su regreso a casa. Mientras Orena conducía por la calle, reconoció a los hombres del coche y huyó rápidamente. Durante los meses siguientes, las facciones de Persico y Orena entablaron negociaciones de paz con la mediación de la Comisión. Pese a la reivindicación de Persico como jefe legítimo, la Comisión se negó a tomar partido en el conflicto de Colombo.

#### Tercera guerra de los Colombo
El 18 de noviembre de 1991, la Tercera Guerra de los Colombo comenzó cuando el lugarteniente de Orena William Cutolo envió un equipo de asesinos a sueldo para intentar matar a Scarpa, un leal a Persico, en Brooklyn. A finales de 1991, las dos facciones de Colombo habían intercambiado varios intentos de asesinato con éxito. En respuesta a la indignación pública por la matanza, las fuerzas del orden dedicaron recursos a perseguir a los mafiosos Colombo, que dio lugar a 68 acusaciones, 58 condenas y diez mafiosos que convirtieron las pruebas del Estado. En diciembre de 1992, Orena fue declarado culpable de crimen organizado y asesinato y fue sentenciado a cadena perpetua en prisión, disolviendo su beligerante facción y dejando a los Persico de nuevo al mando.

#### Cambios en la estructura familiar
Con el fin de la guerra con Orena, Persico tuvo que establecer otra estructura de gobierno para la familia. Dado que Little Allie Boy se enfrentaba a un proceso judicial por nuevos cargos, Persico instaló un comité de gobierno formado por su hermano Theodore, el mafioso Joseph Baudanza y Joseph Tomasello. En 1994, cuando Andrew Russo salió de prisión, Persico disolvió el comité y designó a Russo jefe en funciones. En 1996, Russo ingresó en prisión y Persico le sustituyó por su hijo, Little Allie Boy, que para entonces ya había salido de la cárcel. A principios de 1999, con Alphonse en problemas legales, Persico nombró a Cacace jefe en funciones.
Sin embargo, más tarde, en 1999, Carmine o Alphonse Persico ordenaron el asesinato de Cutolo. Alphonse, recién puesto en libertad, se enfrentaba a nuevos cargos federales que amenazaban con devolverle a prisión, y los Persico temían que Cutolo se hiciera con el control de la familia. El 26 de mayo de 1999, Alphonse ordenó a Cutolo que se reuniera con él en un parque de Brooklyn. A continuación, Cutolo fue llevado al apartamento de un socio de la mafia y asesinado, y su cuerpo fue enterrado en Long Island. La policía no recuperaría los restos hasta noviembre de 2008.

### Cadena perpetua para Alphonse Persico
El 20 de diciembre de 2001, Alphonse Persico se declaró culpable de los cargos de usura, aceptó una condena de 13 años de prisión y accedió a renunciar a un millón de dólares. El 14 de octubre de 2004, fue acusado de cargos federales de crimen organizado, incluida la conspiración para asesinar a Cutolo y Joe Campanella. No se presentaron cargos contra Carmine Persico. Sin embargo, el juicio por asesinato Cutolo terminó en un juicio nulo debido al bloqueo del jurado.
En 2004, con la conversión de Lompoc en un centro correccional diferente, el gobierno trasladó a Carmine Persico al Complejo Correccional Federal, Butner, un centro correccional de mediana seguridad en Carolina del Norte.
El 28 de diciembre de 2007, en un segundo juicio, Alphonse Persico y DeRoss fueron condenados por el asesinato de Cutolo. Al igual que su padre, Alphonse Persico fue condenado a cadena perpetua.

#### Liderazgo posterior
En 2011, Carmine Persico seguía siendo el jefe oficial de la familia criminal Colombo. Su jefe callejero en aquel momento era Andrew Russo, su subjefe oficial, Sonny Franzese, el subjefe en funciones Benjamin Castellazzo y el consigliere Richard Fusco.
En marzo de 2010, la agencia de noticias Reuters informó que Carmine Persico había estado socializando en prisión con el estafador convicto Bernard Madoff. El New York Post' informó además de que a Persico le encantaba jugar al pinacle y a las bochas con otros mafiosos y contarles historias de su pasado.
La fecha prevista para la puesta en libertad de Persico era el 20 de marzo de 2050, cuando habría cumplido 117 años. Raab escribió en Cinco familias que los intentos de Persico de proteger su propia posición y asegurarse de que su hijo le sucediera casi destruyeron a la familia Colombo. Según las estimaciones de Raab, los "engañosos planes" de Persico condujeron directamente a 70 de sus compañeros mafiosos y asociados a la cárcel, así como a 12 muertes.

## Muerte
El 7 de marzo de 2019, Persico falleció en el Duke University Medical Center de Durham, Carolina del Norte.